# US Open 2019/Herrendoppel-Rollstuhl
Das Herrendoppel (Rollstuhl) der US Open 2019 war ein Rollstuhltenniswettbewerb in New York City und fand vom 5. bis zum 8. September statt.
Vorjahressieger waren Alfie Hewett und Gordon Reid, die ihren Titel erfolgreich verteidigen konnten.

## Setzliste
| Nr. | Paarung                        | Erreichte Runde |
| --- | ------------------------------ | --------------- |
| 01. | Stéphane Houdet Nicolas Peifer | Halbfinale      |
| 02. | Joachim Gérard Stefan Olsson   | Halbfinale      |

## Hauptrunde
Zeichenerklärung
- Q = Qualifikant
- WC = Wildcard
- LL = Lucky Loser
- ITF = qualifiziert über ITF-Ranking
- ALT = alternate (Ersatz)
- PR = Protected Ranking
- SE = Special Exempt
- r = retired (Aufgabe)
- d = Disqualifikation
- w.o. = walkover
- [ ] = Match-Tie-Break

|  | Halbfinale | Halbfinale                       | Halbfinale | Halbfinale | Halbfinale |  |  | Finale | Finale                           | Finale | Finale | Finale |
|  |            |                                  |            |            |            |  |  |        |                                  |        |        |        |
|  |            |                                  |            |            |            |  |  |        |                                  |        |        |        |
|  | 1          | Stéphane Houdet Nicolas Peifer   | 0          | 3          |            |  |  |        |                                  |        |        |        |
|  |            | Alfie Hewett Gordon Reid         | 6          | 6          |            |  |  |        |                                  |        |        |        |
|  |            |                                  |            |            |            |  |  |        | Alfie Hewett Gordon Reid         | 1      | 6      | [11]   |
|  |            |                                  |            |            |            |  |  |        | Gustavo Fernández Shingo Kunieda | 6      | 4      | [9]    |
|  |            | Gustavo Fernández Shingo Kunieda | 6          | 5          | [10]       |  |  |        |                                  |        |        |        |
|  | 2          | Joachim Gérard Stefan Olsson     | 2          | 7          | [3]        |  |  |        |                                  |        |        |        |
|  |            |                                  |            |            |            |  |  |        |                                  |        |        |        |